# Claudine Chonez
Claudine Chonez (1906-1995) est une journaliste, écrivaine, poétesse et sculptrice française.

## Biographie
Claudine Chonez naît le 26 mars 1906 dans le 2e arrondissement de Paris.  Elle suit, pendant cinq ans, les cours de l'École des beaux-arts de Paris pour devenir sculptrice. Elle est alors l'élève de Félix Févola et de Cécile Jubert et expose en 1929 au Salon des artistes français un Buste de Mlle J. C. en marbre.
En 1936, elle publie son premier recueil de poésie, Morsure de l'ange, la même année, elle est engagée à la radio, au Poste parisien. Dans les années trente, elle est proche des milieux néo-maurrassiens et de « la Jeune Droite » (elle écrit notamment dans la revue Réaction). Lorsque la seconde guerre mondiale éclate, elle devient correspondante de guerre de 1942 à 1946, l'une des premières femmes dans ce métier. Proche alors de Louis Aragon et d'Elsa Triolet, elle fait partie des « compagnons de route » du PCF, auquel elle n'adhère cependant jamais. Elle est également membre du Conseil national du Mouvement de la paix. En juillet 1944, elle défend André Gide contre des accusations injustifiées de collaboration avec l'occupant allemand. Elle rompt avec le Parti communiste dès l'invasion de la Hongrie par les troupes soviétiques en 1956.
Elle collabore parallèlement à divers journaux dont la revue littéraire La Nef, Libération et Les Lettres Françaises. À partir de 1946, elle est critique littéraire à la RTF.
Elle publie ensuite, régulièrement, recueils de poésie, romans et essais. Elle est également membre du jury du prix de poésie Louise-Labbé.
Claudine Chonez meurt le 15 avril 1995 dans le 14e arrondissement de Paris, à l'âge de quatre-vingt-neuf ans.

## Publications
- Morsure de l'ange, 1936
- Introduction à Paul Claudel, Albin Michel, 1947
- Léon-Paul Fargue, 1950, prix Lange de l’Académie française
- Levée d'écrou, Rougerie, 1952
- Giono par lui-même, Éditions du Seuil, coll. Écrivains de toujours, no 32, 1956, réédition 1961, réédition 1973, réédition 1995  (ISBN 2-02-000032-6)
- Les portes bougent, Albin Michel, 1957
- Les Amants couronnés, René Julliard, 1958
- Poèmes choisis, Seghers, 1959
- Les Maillons de la chaîne, Albin Michel, 1962
- L'Ascenseur, Albin Michel, 1963
- Ils furent rois tout un matin, Albin Michel, 1967
- La Mise au monde, Chambelland, 1969
- La Mise à nu, Albin Michel, 1971
- George Sand, Éditions Seghers, coll. Écrivains d'hier et d'aujourd'hui, no 44, 1973
- Les Yeux d'amandes amères, Chambelland, 1977
- Annulation des navires, la Grisière, 1984  (ISBN 2-85863-007-0)
- Les Verrous ambigus, Guilde des Lettres, 1988
- Cristal et Obsidienne, Éd. l'Harmattan, 1993  (ISBN 2-7384-1813-9)